# بنىالشروي (كحلان عفار)

تعديل مصدري - تعديل

بنىالشروي هي إحدى قرى عزلة عفار بمديرية كحلان عفار التابعة لمحافظة حجة، بلغ تعداد سكانها 290 نسمة حسب تعداد اليمن لعام 2004.